# Mario & Luigi: Partners in Time
Mario & Luigi: Partners in Time (マリオ&ルイージRPG2×2, Mario ando Ruīji Aru Pī Jī Tsū bai Tsū, lit. "Mario & Luigi RPG 2x2") é um jogo eletrônico de RPG desenvolvido pela AlphaDream e publicado pela Nintendo para o console portátil Nintendo DS em 2005. Ele é o segundo jogo na série Mario & Luigi, sendo uma sequência de Mario & Luigi: Superstar Saga (2003). Em 2015, o jogo foi relançado através da Nintendo eShop para Wii U sob a marca Virtual Console.
Embora seja a sequência de Superstar Saga, o enredo do jogo não tem nenhuma relação com o de seu antecessor, com mais ênfase no tema de viagem no tempo, que envolve os protagonistas viajando entre o passado e o presente do Reino Cogumelo. A aventura acompanha Mario, Baby Mario, Luigi e Baby Luigi enquanto procuram pela Princesa Peach, que foi raptada por uma espécie alienígena conhecida apenas como Shroobs. A jogabilidade é centrada na cooperação entre o quarteto, que deve usar suas qualidades e habilidades específicas para resolver quebra-cabeças e progredir, e apresenta vários elementos de RPG além de um sistema de batalha baseado em turnos, focado na precisão do tempo. O jogo tem um tom consideravelmente mais sombrio do que seu antecessor, especialmente em seu enredo e temas.
Mario and Luigi: Partners in Time foi muito bem recebido pela crítica especializada. Assim como seu antecessor, o jogo foi elogiado pelos críticos por sua caracterização e estilo cômico, bem como pelo uso da tela dupla do DS e do recurso rumble, embora o uso da tela inferior no mundo superior e nas batalhas tenha recebido opiniões divergentes. O jogo foi seguido por Mario & Luigi: Bowser's Inside Story, lançado em 2009.

## Jogabilidade

Uma captura de tela de Partners in Time. Os irmãos Mario bebê estão sendo controlados na tela superior, enquanto os mais velhos são mostrados na inferior.

A jogabilidade de Partners in Time, com ênfase em elementos de RPG e solução cooperativa de quebra-cabeças, é semelhante à de seu antecessor, embora existam diferenças de jogabilidade entre os jogos. Na maior parte de Partners in Time, o mundo do jogo é apresentado na tela sensível ao toque do DS, enquanto um mapa está presente na tela superior, mostrando informações relevantes, como a localização de cada personagem e álbuns de salvamento. Além disso, a perspectiva muda ao lutar ou acessar o inventário e quando o quarteto é separado em duas duplas, em que uma dupla é visível em cada tela.

### Mundo do jogo
O jogador pode controlar os quatro protagonistas principais — Mario, Baby Mario, Luigi e Baby Luigi — como um quarteto ou, alternativamente, em pares separados. O jogador pode optar por separar os adultos dos bebês, o que geralmente é necessário quando as entradas ou os buracos no mundo são pequenos demais para serem acessados pelos personagens adultos. Esses casos formam vários quebra-cabeças no jogo, nos quais itens ou interruptores só podem ser acessados com o uso das qualidades específicas dos bebês. Os pares também podem executar movimentos especiais enquanto estão separados, que são obtidos à medida que o jogador avança no jogo. Cada ação realizada é atribuída a um botão específico do DS para um personagem, que está presente na tela; pressionar o botão correspondente resulta na ação.:17
O jogo mantém muitos dos aspectos de RPG presentes em seu antecessor, incluindo a interação com personagens não jogáveis, que é necessária para avançar o enredo e a jogabilidade. O progresso de cada personagem é medido por pontos de experiência, que são necessários para "subir de nível", um processo pelo qual os campos estatísticos relacionados à batalha, como velocidade e potência, são aumentados. Como em Superstar Saga, há também uma moeda usada para comprar itens e equipamentos que melhoram os atributos, como emblemas e roupas.

### Batalha
O sistema de batalha é semelhante ao de seu antecessor, com a eficácia de um ataque dependendo da precisão do tempo de ações separadas.:24 As batalhas ainda consistem em ataques baseados em turnos executados por Mario e Luigi, agora combinados com as ações dos bebês. Os "Bros. Moves" - movimentos executados por Mario e Luigi coletivamente - foram substituídos por "Bros. Items", que são ataques finitos obtidos no mundo do jogo. Semelhante aos "Bros. Moves", eles são ataques mais devastadores que podem ser executados por todos os 4 personagens coletivamente. Somente os adultos recebem dano, embora os bebês se tornem vulneráveis quando seus respectivos parceiros forem eliminados da batalha.:19

## Enredo
Ao contrário de Superstar Saga, Partners in Time não se passa no Reino Beanbean, mas no tradicional Reino Cogumelo, presente na maioria dos jogos da série Mario. O cenário apresenta uma mistura de locais, desde aqueles que apareceram em jogos anteriores de Mario, como o Castelo do Bowser, até locais originais, como Koopaseum.:19

### Narrativa
O jogo começa no Castelo da Peach, no passado, no Reino Cogumelo, quando Mario, Luigi, Peach e Bowser eram bebês e Toadsworth era muito mais jovem. O jogo corta para o Castelo da Peach no presente, quando o Professor E. Gadd conclui sua mais nova invenção de uma máquina do tempo movida por uma gema chamada Cobalt Star, que é apresentada no Castelo da Peach. Peach entra na máquina do tempo e volta ao passado, mas não consegue retornar, deixando apenas um membro de uma espécie alienígena conhecida como Shroobs dentro da máquina do tempo danificada.:4

### Personagens
Partners in Time apresenta tanto personagens originais quanto personagens já conhecidos. O Professor E. Gadd dá conselhos ao jogador durante todo o jogo,:5 enquanto Toadsworth ensina ao jogador novos movimentos e habilidades para progredir na aventura. Embora a Peach mais velha tenha sido sequestrada, Baby Peach é resgatada do passado para o presente por Toadsworth, onde é criada pelas versões antiga e jovem dele. Baby Bowser apareceu perto do início do jogo no passado para sequestrar Baby Peach, embora seus planos tenham sido interrompidos por um encontro com os irmãos Mario e um ataque subsequente dos Shroobs. Baby Bowser perturba o quarteto com frequência durante a jornada, roubando seus fragmentos de Cobalt Star e, mais tarde, atacando o grupo ao lado de seu eu mais velho.
Os Shroobs, introduzidos em Partners in Time, são criaturas semelhantes a fungos e são os principais antagonistas do jogo. O nome "Shroob" é uma corrupção deliberada da palavra "shroom", abreviação de "mushroom" (cogumelo). Os Shroobs são originários do "planeta Shroob" e são governados pela Princesa Shroob, que é a principal antagonista. Depois de invadir o Reino Cogumelo, ela e sua irmã gêmea, a Princesa Shroob Anciã, são derrotadas. Diferentes espécies de Shroobs (com designs baseados em personagens e inimigos da franquia Mario) estão presentes em todo o jogo, tanto como inimigos secundários quanto como chefes. A AlphaDream também introduziu Stuffwell, uma maleta falante criada por E. Gadd que dá conselhos ao jogador e aos irmãos sobre itens e acessórios, que ele armazena.:27

## Desenvolvimento
A Nintendo revelou Partners in Time na E3 2005, onde uma demonstração jogável estava disponível. As demonstrações consistiam em três níveis, cada um acompanhado de um tutorial para orientar o jogador. Cada nível tinha um objetivo diferente e representava as habilidades dos personagens no jogo, como o uso do martelo. Entre a revelação do jogo na E3 e seu lançamento, a Nintendo of America revelou detalhes do jogo relacionados ao enredo e à jogabilidade de Partners in Time, bem como o fato de que ele seria compatível com o recurso "Rumble Pak". A AlphaDream, desenvolvedora da Superstar Saga, também desenvolveu esse jogo, com colaboradores experientes da série Mario, como Koji Kondo e Charles Martinet, trabalhando no suporte de som e na dublagem, respectivamente. A música foi composta por Yoko Shimomura, que também fez a trilha sonora de Superstar Saga. Partners in Time foi lançado pela primeira vez na América do Norte em 28 de novembro de 2005. Posteriormente foi lançado no Japão em 29 de dezembro de 2005, na Europa em 27 de janeiro de 2006, no Reino Unido em 10 de fevereiro de 2006 e na Austrália em 23 de fevereiro de 2006.

## Recepção
Partners in Time foi aclamado pela crítica, que elogiou o uso de personagens e o enredo do jogo. Craig Harris, da IGN, elogiou o estilo cômico do jogo, afirmando que "grande parte do charme de Mario & Luigi vem do foco no humor bizarro e fora do comum". Apesar disso, Ricardo Torres, da GameSpot, afirmou que "o humor autorreferencial que deu ao jogo original sua força não é tão predominante". Jonathan Metts, da Nintendo World Report, elogiou o jogo por retornar ao cenário tradicional do Reino Cogumelo, afirmando que isso levou a elementos mais distintos de personagens e enredo. Embora tenha apreciado o uso do humor em Partners in Time, Derek Cavin, da RPGamer, criticou o enredo do jogo, descrevendo-o como "uma história básica que não se desenvolve tanto quanto poderia". A caracterização do jogo, em particular, foi bem recebida, com a Eurogamer elogiando Stuffwell, que foi comparado a Fawful, um personagem de Superstar Saga.
Críticos elogiaram o uso da tela dupla por Partners in Time, bem como o recurso Rumble Pak. A GameSpot criticou o uso momentâneo da tela sensível ao toque, rotulando-a como "desnecessária"; John Walker, da Eurogamer, também criticou esse fato e considerou que o jogo era melhor sem a utilização da tela sensível ao toque do DS. Críticos reclamaram dos controles do jogo, expressando dificuldade em coordenar os quatro personagens, com problemas surgindo especificamente em encontros com inimigos com personagens que não estavam sendo controlados. As alterações no sistema de batalha receberam uma resposta mista - a GameSpot elogiou as lutas contra chefes mais complicadas e "mais ricas", enquanto a Nintendo World Report criticou a complexidade adicional, afirmando que "o aumento da resiliência dos inimigos supera o aumento da sua força, de modo que as batalhas ficam cada vez mais longas". A IGN observou que "a jornada de Partners in Time começa um pouco fácil demais", embora tenha reconhecido que o jogo se tornou cada vez mais difícil à medida que avançava.
Os visuais e a apresentação de Partners in Time foram bem recebidos, com a Eurogamer descrevendo-o como "absolutamente adorável". A GameSpot apreciou o "toque adicional" na animação obtida com o DS, embora a perspectiva tenha tornado coisas como acertar blocos e contra-atacar "mais complicadas do que deveriam ser". Torres passou a criticar a trilha sonora do jogo, rotulando-a como o "elo mais fraco", embora outros críticos tenham elogiado o áudio do jogo.

### Vendas
Em sua primeira semana de lançamento no Japão, Partners in Time vendeu 132 726 unidades. O jogo vendeu 1,73 milhão de cópias em todo o mundo até 30 de junho de 2020.

### Prêmios e indicações
Mario & Luigi: Partners in Time recebeu o prêmio Editors' Choice Award da IGN. O jogo foi classificado em 50.º lugar na categoria "100 Greatest Nintendo Games" da Official Nintendo Magazine. Durante o 9.º Interactive Achievement Awards, a Academia de Artes e Ciências Interativas indicou Partners in Time para o prêmio "Jogo Portátil do Ano", que acabou sendo concedido a Nintendogs.